# Aeroportul Lebakeng
Aeroportul Lebakeng (IATA: LEF, ICAO: FXLK) este un aeroport din Districtul Thaba-Tseka, Lesotho.
Situat la o altitudine de 1.841 m, aeroportul dispune de o singură pistă.